# Deutschland. Ein Sommermärchen
Deutschland. Ein Sommermärchen ist ein deutscher Kino-Dokumentarfilm des Regisseurs Sönke Wortmann. Er zeigt die deutsche Nationalmannschaft auf dem Weg zur und bei der Fußball-Weltmeisterschaft 2006.
Am 6. Dezember 2006 um 20:15 Uhr zeigte die ARD den Film erstmals im Fernsehen. Rund elf Millionen Zuschauer verfolgten die Ausstrahlung.
Der Titel ist eine Anlehnung an Heinrich Heines Versepos Deutschland. Ein Wintermärchen. Neben dem Blick hinter den Kulissen zeigt diese Dokumentation ein fußballbegeistertes Deutschland.

## Inhalt
Seit dem Konföderationen-Pokal 2005 waren Sönke Wortmann (Das Wunder von Bern) und sein Kameramann Frank Griebe (Das Parfum) als ständige Begleiter der Mannschaft dabei. Die Entscheidung, auch während der WM 2006 filmen zu dürfen, fiel allerdings erst später. Als Mitglied der DFB-Delegation bekam Wortmann Gelegenheit, hinter den Kulissen zu drehen, während Griebe für die Außenaufnahmen auf dem Spielfeld zuständig war.
Wortmann und Griebe begleiteten die deutsche Nationalelf während der Vorbereitungszeit und allen Länder- und Testspielen. Zu Beginn zeigt der Film die Vorbereitung auf Sardinien sowie in Genf, wo unter anderem auch Michael Schumacher die Nationalmannschaft besucht. Es folgt der weitere Verlauf durch die verschiedenen WM-Episoden bis zur Abschlussfeier auf der Fanmeile in Berlin.
Dabei fingen die Kameras alltägliche Situationen der Spieler, des Trainerstabs und der Mannschaftsbetreuer ein. Die Weltmeisterschaft 2006 zeigt der Film aus dem Blickwinkel der DFB-Auswahl. Für den Film typische Szenen sind Blicke hinter die Kulissen wie zum Beispiel Aufnahmen aus der Umkleidekabine, dem Mannschaftsbus oder den Hotelzimmern der Spieler, von denen einige in diversen Interviews zu Wort kommen durften. Wortmann filmte unter anderem Klinsmanns energische, motivierende Ansprachen, die ausgelassenen Freudenfeiern und auch die Enttäuschung nach der Niederlage im Halbfinale gegen Italien.

## Hintergrund
Die Idee für den Film kam Wortmann durch die Dokumentation des französischen Films Les Yeux dans les Bleus (etwa „Augen auf die Blauen“) von Stephane Meunier. Dieser Film zeigte die französische Fußballnationalmannschaft auf ihrem Weg zum Weltmeistertitel 1998. Sönke Wortmann wollte eine ähnliche Dokumentation drehen. Er fragte bei den verschiedensten Personen an, bekam jedoch stets Absagen, insbesondere aus dem Umfeld des damaligen Teamchefs Rudi Völler. Als 2004 Jürgen Klinsmann Nationaltrainer wurde, fragte er diesen und nach langer Wartezeit stimmte der neue Bundestrainer dem Vorhaben zu.

## Filmmusik
1. Marcel Barsotti – Ein Sommermärchen (Hauptthema)
2. Marcel Barsotti – Sardinien
3. Herbert Grönemeyer feat. Amadou – Zeit, dass sich was dreht
4. Marcel Barsotti – Der Kahn und die Portugiesen
5. Xavier Naidoo – Dieser Weg
6. Marcel Barsotti – Schwarze Hosen, weiße Socken
7. Marcel Barsotti – Starke Männer tanzen Salsa
8. Max Raabe, Heino Ferch, Peter Lohmeyer & das Palastorchester – Schieß den Ball ins Tor
9. Marcel Barsotti – Von Costa Rica nach Ecuador
10. Marcel Barsotti – Schweinis Welt
11. Sasha – This Is My Time
12. Marcel Barsotti – Kleine Helden
13. Revolverheld – Heimspiel
14. Marcel Barsotti – Von Schweden nach Argentinien
15. Drafi Deutscher – Marmor, Stein und Eisen bricht
16. Marcel Barsotti – Italien
17. Marcel Barsotti – Großes Leid, neue Hoffnung
18. Baddiel & Skinner & The Lightning Seeds – Three Lions (Football’s Coming Home)
19. Marcel Barsotti – Ping Pong
20. Marcel Barsotti – Fit für Argentinien

### Produktion
Deutschland. Ein Sommermärchen, eigentlich als Fernsehproduktion geplant, entwickelte sich aufgrund der ausgelassenen, sommerlichen WM-Stimmung in Deutschland und der Erfolge der deutschen Mannschaft zum Kinofilm. Aus mehr als einhundert Stunden Filmmaterial haben die Editoren Melanie Singer und Christian von Lüpke diesen Film mit ca. 108 Minuten Spielzeit zusammengeschnitten. Als Produktionsname wurde der Titel Die schottischen Rosen gewählt, um eine zu frühe Veröffentlichung in den Medien zu vermeiden. Produziert wurde der Film von Wortmanns Firma Little Shark Entertainment.

### Verwertung
Am 3. Oktober 2006, dem Tag der Deutschen Einheit, wurde der Kinofilm unter anderem in den WM-Städten Berlin, Stuttgart, Hamburg und Kaiserslautern in einer Vorpremiere gezeigt, regulär lief er am 5. Oktober 2006 in den deutschen Kinos an.
Der Film schaffte es auf Anhieb auf Platz 1 der deutschen Kinocharts und lockte bereits in der ersten Woche mehr als eine Million Besucher in die Kinos. Zwei Wochen später hatte er mit 2,7 Millionen Zuschauern Die Reise der Pinguine als bis dahin erfolgreichsten Dokumentarfilm an deutschen Kinokassen hinter sich gelassen. Insgesamt sahen den Film knapp 4 Millionen Kinozuschauer.
Die großen Kinobetreiber drohten mit einem Boykott, weil die Veröffentlichungstermine von Kinofilm und Fernsehfassung zu kurz hintereinander lägen. Finanziert wurde der Film zu 100 Prozent vom WDR und der WDR mediagroup. Man war sich uneinig über den Zeitpunkt der Erstveröffentlichung im öffentlichen Fernsehen und den Verkaufsstart der DVD. Als Kompromiss wurde die Verwertungskette gestreckt, so dass die ARD das Werk am 6. Dezember 2006 um 20:15 Uhr ausstrahlte. 10,46 Millionen Zuschauer bei einem Marktanteil von 31,0 Prozent sahen bei dieser Gelegenheit den Film. In der werberelevanten Zielgruppe waren es 5,88 Millionen bei 40,7 Prozent Marktanteil.
Die DVD-Doppelbox erschien am 8. Februar 2007 im Handel und erreichte ebenfalls Platz 1 der deutschen Charts. Neben der Hauptfilm-DVD enthält sie eine weitere DVD mit u. a. 105 Minuten bisher unveröffentlichten Szenen.
Auf Wunsch der Spieler soll vom Erlös ein Euro pro Ticket oder DVD dem gemeinsamen Projekt 6 Dörfer für 2006 von der FIFA und den SOS-Kinderdörfern zugutekommen.
Auch kam im Oktober 2006 ein gleichnamiges Taschenbuch als „WM-Tagebuch“ von Sönke Wortmann und Christoph Biermann bei Kiepenheuer & Witsch heraus.

## Filmkritiken
Florian Haupt kritisierte in der Zeitung Die Welt, dass der Film nie die Oberfläche verlasse. Das deutsche WM-Abenteuer würde an Anekdoten gewinnen, aber an Zauber verlieren.
Kathrin Buchner vom Stern befand, dass Wortmann die Euphorie des Sommers nicht märchenhaft, aber magisch eingefangen habe. Auch Reinhard Mohr vom Spiegel bewertete den Film überwiegend positiv und beschrieb ihn als anrührend und bewegend, doch überwiegend unprätentiös und ohne saftig schmelzenden, schon gar nicht patriotischen Klangteppich. In der Frankfurter Allgemeinen Sonntagszeitung verglich Peter Körte Wortmanns Film mit Stéphane Meuniers Dokumentation Les yeux dans les bleus über den Titelgewinn der französischen Nationalmannschaft bei der WM 1998 und kommt zum Ergebnis: „Wortmann filmt die Klinsmann-Zeit so, wie man in der Völler-Ära Fußball spielte: viel in die Breite, oft zurück, zu zaghaft in die Spitze, nur aufs Ergebnis fixiert.“
ProSieben befand über die Doppel-DVD: „Dazu bekommt man eine Ahnung vom logistischen Aufwand des ganzen Unternehmens, von der Professionalität der Fitnesstrainer, Psychologen und Ernährungsfachleute. Man bekommt Respekt vor Joachim Löws Taktikkenntnissen und Jürgen Klinsmanns Motivationskünsten.“

## Auszeichnungen
- Bambi 2006: Kategorie Dokumentation
- Leibniz-Ring-Hannover 2006: für Sönke Wortmann
- Bayerischer Filmpreis 2006: Publikumspreis
- Grimme-Preis 2007: Kategorie Information & Kultur[12]
- Prädikat „wertvoll“: verliehen von der Deutschen Film- und Medienbewertung FBW in Wiesbaden